# Bruno Marwitz
Bruno Marwitz (* 16. Juni 1870 in Angermünde; † 23. November 1939 in Berlin) war ein deutscher Rechtswissenschaftler und Rechtsanwalt.

## Leben
Bruno Marwitz wurde am 16. Juni 1870 in Angermünde als Sohn des Kaufmanns Meyer (Eduard) Marwitz und seiner Frau Doris (Dorothea) geborene List, einer Tochter des Berliner Verlegers J. A. List, geboren. Über seine Jugendzeit ist nichts bekannt. Nach dem Studium ließ der promovierte Jurist sich als Anwalt in Berlin nieder, wo er über 40 Jahre am Landgericht zugelassen war. Neben seiner Tätigkeit in der Praxis publizierte er auch wissenschaftliche Fachbeiträge. Seine Monographie Der Bühnenengagementsvertrag über die rechtlichen Beziehungen zwischen Schauspielern und Theaterbetreibern war ein Standardwerk seiner Zeit. Darüber hinaus war er auf dem Gebiet des Urheberrechts engagiert. Auf diesem Rechtsgebiet war er einer der bedeutendsten deutschen Wissenschaftler seiner Zeit.
Gemeinsam mit seinem jüngeren Sozius Philipp Möhring veröffentlichte er 1929 einen bedeutenden Kommentar zum Gesetz betreffend das Urheberrecht an Werken der Literatur und der Tonkunst (LUG). Obwohl Marwitz als Jude nach 1933 nicht mehr als Rechtsanwalt praktizieren durfte, wurde dieses Buch auch im nationalsozialistischen Deutschland weiter verwendet. Möhring widmete die nach dem Krieg erschienene erste Auflage seines gemeinsam mit Käte Nicolini herausgegebenen Kommentars zum Urheberrechtsgesetz (UrhG) dem Andenken an Marwitz.
Auch zum Gesetz betreffend das Urheberrecht an Werken der bildenden Künste und der Photographie (KUG), dem zweiten bis 1965 in Deutschland geltenden Urheberrechtsgesetz, verfasste Marwitz einen vielbeachteten Kommentar, indem er ein von Albert Osterrieth begründetes Werk fortführte.
Darüber hinaus veröffentlichte Marwitz zahlreiche Aufsätze zum Urheberrecht und zur Urheberrechtsreform, überwiegend in den beiden Fachzeitschriften GRUR und Archiv für Urheber-, Film- und Theaterrecht (UFITA). Unter anderem legte er dort einen Gesetzentwurf für ein neues UrhG vor.
Marwitz starb am 23. November 1939; nach Aussage von Zeitgenossen an „gebrochenem Herzen“ aufgrund der Verhältnisse, die die Nationalsozialisten in Deutschland geschaffen hatten. Marwitz selbst galt als Patriot. Politisch aktiv war er in jungen Jahren bei den Jungliberalen, wo er unter anderem mit Arthur Dix und Hjalmar Schacht zusammenarbeitete. Später war er bei der Deutschen Demokratischen Partei und der Deutschen Vaterlandspartei engagiert. In der ab 1953 erscheinenden Enzyklopädie World Copyright. An Encyclopedia in Four Volumes erschienen postum auch Beiträge zum deutschen Urheberrecht, an denen Marwitz mitgewirkt hatte.
Die letzte Ruhestätte von Bruno Marwitz befand sich auf dem Alten Zwölf-Apostel-Kirchhof in Berlin-Schöneberg. Das Grab ist nicht erhalten.
Seine Frau Helene, geb. Pniower (1875–1942) wurde später beim Fluchtversuch in die Schweiz verhaftet, deportiert und ermordet. Die drei Kinder Elisabeth, Berta Hildegard und Alfred konnten ins Ausland fliehen.

## Werke (Auswahl)
- Der Bühnenengagementsvertrag. Ein Handbuch für Juristen und Laien. Berlin 1902.
- Erweiterung oder Beschränkung des Kreises der urheberrechtlich Geschützten. In: GRUR, 1926, S. 573 ff.
- Das Urheberrecht an Werken der Literatur und der Tonkunst in Deutschland. Kommentar zum Reichsgesetze vom 19. Juni 1901/22. Mai 1910 und den internationalen Verträgen Deutschlands. Berlin 1928 (zusammen mit Philipp Möhring).
- Zur Neugestaltung des literarischen Urheberrechts. In: UFITA, 1928, 1, S. 4 ff.
- Das Urheberrecht an Werken der bildenden Künste und der Photographie. Gesetz vom 9. Jan. 1907 mit d. Abb. vom 22. Mai 1910. 2. Auflage. Berlin 1929 (begründet von Albert Osterrieth).
- Entwurf eines Gesetzes über das Urheberrecht an Werken des Schrifttums, der Kunst und der Photographie. In: UFITA, 1929, 2, S. 668 ff.
- Künstlerschutz. In: UFITA, 1930, 3, S. 299 ff.
- Schutz des ausübenden Künstlers. In: UFITA, 1932, 5, S. 507 ff.